# ケヴィン・ジェームズ・ライオンズ
ケヴィン・ジェームズ・ライオンズ（Kevin James Lyons, 1982年または1983年 - ）は、2021年アメリカ合衆国議会議事堂襲撃事件に参加したアメリカ人男性である。ナンシー・ペロシ下院議長のオフィスからジョン・ルイス議員の写真を盗んだことで知られている。

## 家族とキャリア
ケヴィン・ジェームズ・ライオンズは1982年または1983年に生まれた。2021年に彼はシカゴのジェファソン・パーク近郊のグラッドストーン・パークに住んでおり、市内で暖房・換気・空調技術者として働いていた。息子が2人いた。

## 2021年議会議事堂襲撃事件
ライオンズは2021年1月6日に議会議事堂襲撃事件に参加し、暴動中にジョン・ルイス議員の写真と約150ドルが入った職員の財布を盗んだ。襲撃事件中のライオンズは議会警察に対しても好戦的な態度をとっており、彼らを「ナチ」や「SS」と呼んでいた。ライオンズは議事堂内での自分の活動を撮影しており、そのビデオはライリー・ウィリアムズの裁判で使用された。
ライオンズはInstagramアカウント「@chi_hvac」を所有しており、FBIはペロシのオフィスの外にある看板を取り上げた投稿から彼を特定し、2021年1月に彼を逮捕し、窃盗罪で起訴した。2023年7月14日、ベリル・ハウエル判事はライオンズを窃盗罪で有罪とし、禁錮4年3ヶ月を言い渡した。ハウエルは2023年4月にもライオンズに公務執行妨害の6件の罪状で有罪判決を下していた。法廷でライオンズは自らのことを「バカ」だと述べた。
ライオンズはイリノイ州出身者としては初めて議事堂襲撃関連の罪で起訴された。また彼の刑期はイリノイ州出身の暴徒としては最長であった。